# My Father Will Guide Me up a Rope to the Sky
My Father Will Guide Me up a Rope to the Sky è l'undicesimo album discografico del gruppo musicale rock sperimentale statunitense Swans, pubblicato nel 2010.

## Tracce
Tutte le tracce sono di Michael Gira.
1. No Words/No Thoughts – 9:24
2. Reeling the Liars In – 2:20
3. Jim – 6:46
4. My Birth – 3:52
5. You Fucking People Make Me Sick – 5:08
6. Inside Madeline – 6:36
7. Eden Prison – 6:03
8. Little Mouth – 4:12

Disco bonus (edizione speciale)
1. Look at Me Go – 46:07

## Formazione
Gruppo
- Michael Gira - chitarra, voce, chitarra a 12 corde, chitarra acustica
- Christopher Hahn - chitarra elettrica, scacciapensieri
- Thor Harris - batteria, percussioni, tastiere, vibrafono, dulcimer
- Christopher Pravdica - basso
- Phil Puleo - batteria, percussioni, dulcimer
- Norman Westberg - chitarra elettrica, e-bow

Collaboratori
- Devendra Banhart - voce (traccia 5)
- Brian Carpenter - tromba, tromba da tirarsi
- Steve Moses - trombone
- Saoirse Gira - voce (5)
- Grasshopper - mandolino
- Bill Rieflin - batteria, piano, chitarra a 12 corde, chitarra elettrica, synth, organo